# Ołeksandr Stepanian
Ołeksandr Stepanian (ukr. Олександр Степанян; ur. 10 stycznia 1968) – ukraiński zapaśnik w stylu klasycznym. Olimpijczyk z Sydney 2000, gdzie zajął szesnaste w kategorii 58 kg. Siódmy w mistrzostwach świata w 1998. Czternasty na mistrzostwach Europy w 2000 roku.